# Платт, Кевин
Кевин Мерсер Форсайт Платт (Kevin M. F. Platt) — американский славист, исследователь русской и русскоязычной поэзии, теоретик литературы.

## Биография
Кевин Платт родился в штате Пенсильвания в городе Белфонте в 1967 году.
В 1989 году получил степень бакалавра в Амхерст колледже. Дипломная работа была посвящена ранней лирике Анны Ахматовой. Затем в Принстонском университете окончил магистратуру в 1991 и докторантуру в 1994 годах. Тема докторской диссертации — «Семиотические катастрофы: современная русская литература и революционные социальные изменения» («Semiotic Catastrophes: Modern Russian Literature and Revolutionary Social Change»).
Владеет русским, латышским, испанским языками.
С 2002 года является профессором гуманитарных исследований в Пенсильванском университете (полное название должности — Edmund J. and Louise W. Kahn Term Professor in the Humanities). До этого работал в Стэнфордском университете, в Помона колледже. С 2012 года — сотрудник Европейского университета в Санкт-Петербурге.
В 2015—2017 Кевин Платт был Президентом Американской ассоциации преподавателей славянских и восточно-европейских языков (AATSEEL).
Критические и теоретические статьи на русском языке публиковались в журналах «Неприкосновенный запас», «Новое литературное обозрение». В 2020—2021 годах входил в жюри Всероссийской литературной премии «Поэзия».
Особая сфера его исследовательских интересов — положение и внутренняя динамика русскоязычной культуры в современном мире. В частности, Кевин Платт много лет исследует литературу современной Латвии, в частности, творчество текст-группы «Орбита». В статье 2014 года «Гегемония без господства/диаспора без эмиграции: русская культура в Латвии» он исследовал на примере русскоязычной диаспоры Латвии, каким образом «российские социальные и культурные институты осуществляют в отношении русского населения Латвии „гегемонию без господства“». В 2017 году он выступил с докладом о формировании наций в странах Балтии на конференции "Что такое Евразия?" в Филадельфии.

## Переводческая деятельность
Опубликованы в его переводе на английский язык и в сборниках под его редакцией стихи Анны Ахматовой, Осипа Мандельштама, Галины Рымбу.
Он перевёл исследование Александра Скидана, посвящённое поэтике Д. А Пригова.

В 2015 году в нью-йоркском поэтическом издательстве Ugly Duckling Presse («Гадкий утёнок») вышла билингвальная антология текстов группы «Орбита» в переводах и под редакцией Платта. В интервью об этой работе он сказал: 
 «При переводе всегда бывают удачи или неудачи, в зависимости от того, как их определить. Один из подходов к переводу подразумевает недостижимый идеал, который требует от тебя каким-то образом найти совершенные соответствия, чтобы перенести всё, относящееся к стихотворению и его содержание, и его своеобразие, — в иное место, для иного читателя на ином языке. Очевидно, что это невозможно, и в то же самое время вполне возможно вообще ничего не знать о стихотворении. Ты просто не можешь его перевести, и всё. Перевод всегда рамположен где-то в этом коммуникативном пространстве между позволением участвовать в этом интенсивном языковом событии, то есть в лирическом стихотворении, в каком-то смысле удалённо, из другого языка, и одновременной невозможностью такого участия.»
Оригинальный текст (англ.)In translation there’s always a failure or success, depending on how you define it. There’s an impossible ideal in one conception of translation, which is you’re somehow going to find the perfect equivalent to transmit everything about a poem—its content, its specificity—into another place, for another reader in another language. That’s clearly impossible, and at the same time it’s quite possible to know nothing about a poem. You could just not translate it. Translation is always somewhere on this continuum of communication between allowing someone to participate in this very extreme and linguistic event, which is a lyric poem, in some way from a distance, from another language, versus not being able to do that.

C 2011 г. Кевин Платт организует в Пенсильванском университете русско-американские поэтические симпозиумы «Твой язык — моё ухо» (Your Language — My Ear, YLME). В разные годы в них участвовали Шамшад Абдуллаев, Полина Барскова, Игорь Белов, Виктор Iванiв, Дмитрий Кузьмин, Елена Михайлик, Евгений Осташевский, Артур Пунте, Сергей Тимофеев, Александра Петрова, Галина Рымбу, Ксения Щербино, Леонид Шваб, Александр Скидан, Фёдор Сваровский, Семен Ханин, Кети Чухров, и другие авторы.

### Критика «отмены русской культуры» в 2022 году
Вскоре после начала военной агрессии России против Украины Кевин Платт в своей колонке в «Нью-Йорк Таймс» выступил против так называемой «отмены русской культуры». Он писал: «крайне иронично, что те, кто реагирует на войну в Украине отменяя или ограничивая людей искусства или их работы просто за то что они русские, выражают тот же самый тип националистического мышления, который непосредственно стоит за российским вторжением». Он указывал на множественность «русских культур» в самой России и в других странах, в частности, в Украине, и необходимость отличать «культуру» от ссылок на неё в идеологической борьбе.
В своём ответе на эту колонку, профессор Индианского университета Хироваки Куромия критикует его за невнимание к политическим аспектам «русскости», заявляя, что «Кевин Платт продвигает российскую культурную апроприацию, и он делает это, объединяя „русскую культуру“ с различными культурами и литературами, созданными посредством русского языка за пределами границ Российской федерации».

## Книги Кевина Платта
- Platt K. Border Conditions: Russian-Speaking Latvians Between Global Orders. Cornell University Press/Northern Illinois University Press, 2023.
- Platt K. (Editor) Global Russian Cultures. The University of Wisconsin Press, Madison, Wisconsin, 2018.
- Platt K. Terror and Greatness: Ivan and Peter as Russian Myths. Ithaca, N.Y.: Cornell University Press, 2011. Польский перевод: Platt K. Terror i wielkość: Iwan i piotr jako rosyjskie mity. Warsaw: Wydawnictwo Sic!, 2013.
- Platt K., Brandenberger D. (editors) Epic Revisionism: Russian History and Literature as Stalinist Propaganda. University of Wisconsin Press, 2005. 376 pp[13].
- Platt K. History in a Grotesque Key: Russian Literature and the Idea of Revolution. Stanford: Stanford University Press, 1997. Русский перевод : Платт К. М. Ф. История в гротескном ключе: русская литература и идея революции. СПб.: Академический проект, 2006[14].

## Дополнительные ссылки
- Академическое CV Кевина Платта на сайте Пенсильванского университета
- Страница Кевина Платта в «Журнальном зале»
- Страница Кевина Платта на сайте «ГЕФТЕР.РУ»